# Tinnura
Tinnura là một đô thị ở tỉnh Oristano trong vùng Sardinia, có khoảng cách khoảng 130 km về phía tây bắc của Cagliari và cách khoảng 40 km về phía bắc của Oristano. Tại thời điểm ngày 31 tháng 12 năm 2004, đô thị này có dân số 268 người và diện tích là 3,8 km².
Tinnura giáp các đô thị: Flussio, Sagama, Suni.